# Weissensee, Kärnten
Weissensee (Weißensee) är en ort och kommun  i Österrike. Den ligger i distriktet Spittal an der Drau i förbundslandet Kärnten. Sjön Weissensee ligger nästan helt och hållet i kommunen. Huvudort är Techendorf.
Kommunen består av sju orter (Ortschaften) (inom parentes invånarantal 1 januari 2024):

- Gatschach (141)
- Kreuzberg (10)
- Naggl (45)
- Neusach (204)
- Oberdorf (189)
- Techendorf (170)
- Tröbelsberg (5)